# Joseph Georg von Ehrler

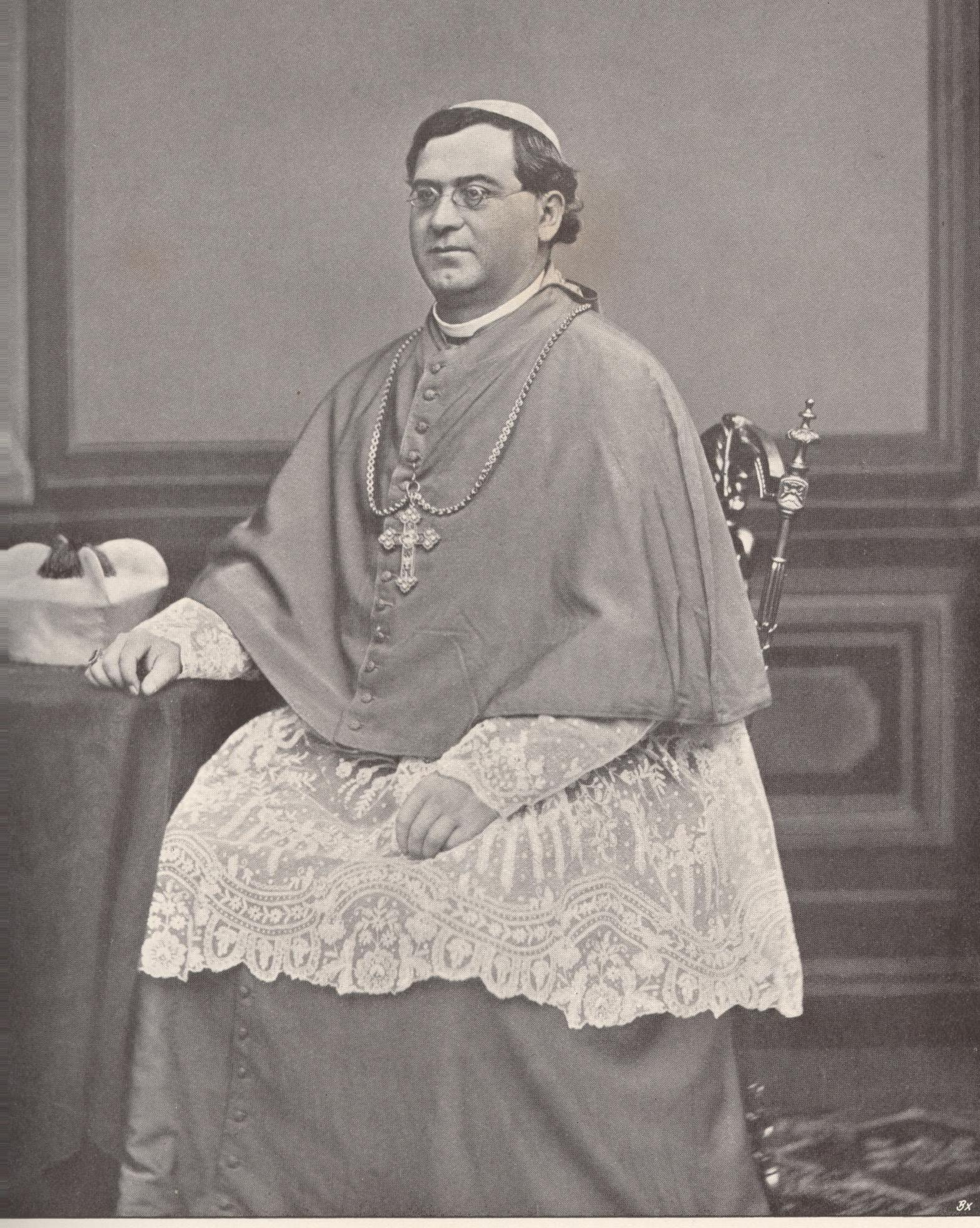
Bischof Joseph Georg von Ehrler, um 1880

Joseph Georg Ehler, ab 1879 Ritter von Ehrler, (* 8. April 1833 in Miltenberg; † 18. März 1905 in Speyer) war von 1878 bis 1905 Bischof der römisch-katholischen Diözese Speyer.

## Leben

### Herkunft und frühes Wirken
Joseph Georg Ehrler ist als Sohn eines Schneiders geboren und hatte noch sechs Geschwister. Der Junge besuchte – zusammen mit dem späteren Bamberger Erzbischof Joseph von Schork – die Lateinschule in seiner Heimatstadt Miltenberg und wechselte 1847 ans bischöfliche Knabenseminar in Würzburg, wo er das Abitur ablegte. 1852 begann er an der Universität Würzburg mit dem Studium der Philosophie und Theologie. Hier unterrichteten ihn u. a. die Professoren Franz Hettinger, Josef Hergenröther und Heinrich Denzinger; der spätere Münchner Erzbischof Franz Joseph von Stein war sein Mitstudent, weshalb beide eine lebenslange Freundschaft verband. Am 10. August 1856 empfing der Alumne Ehrler von Bischof Georg Anton von Stahl in Würzburg die Priesterweihe und zelebrierte am 15. August im Heimatort Miltenberg seine Primizmesse.
Schon einen Tag später erhielt er seine Bestellung zum Kaplan in Bad Neustadt an der Saale, ab 1855 ging er als Missionsgeistlicher nach Wolfmannshausen (Thüringen), von wo aus er auch die Gemeinde Hildburghausen mitbetreute. Anschließend wirkte er in Hammelburg, Bad Kissingen und Kitzingen. In Bad Kissingen bekleidete er das Amt des Kurpredigers und übte sich dabei zugleich in der englischen Sprache.

### Domprediger in München

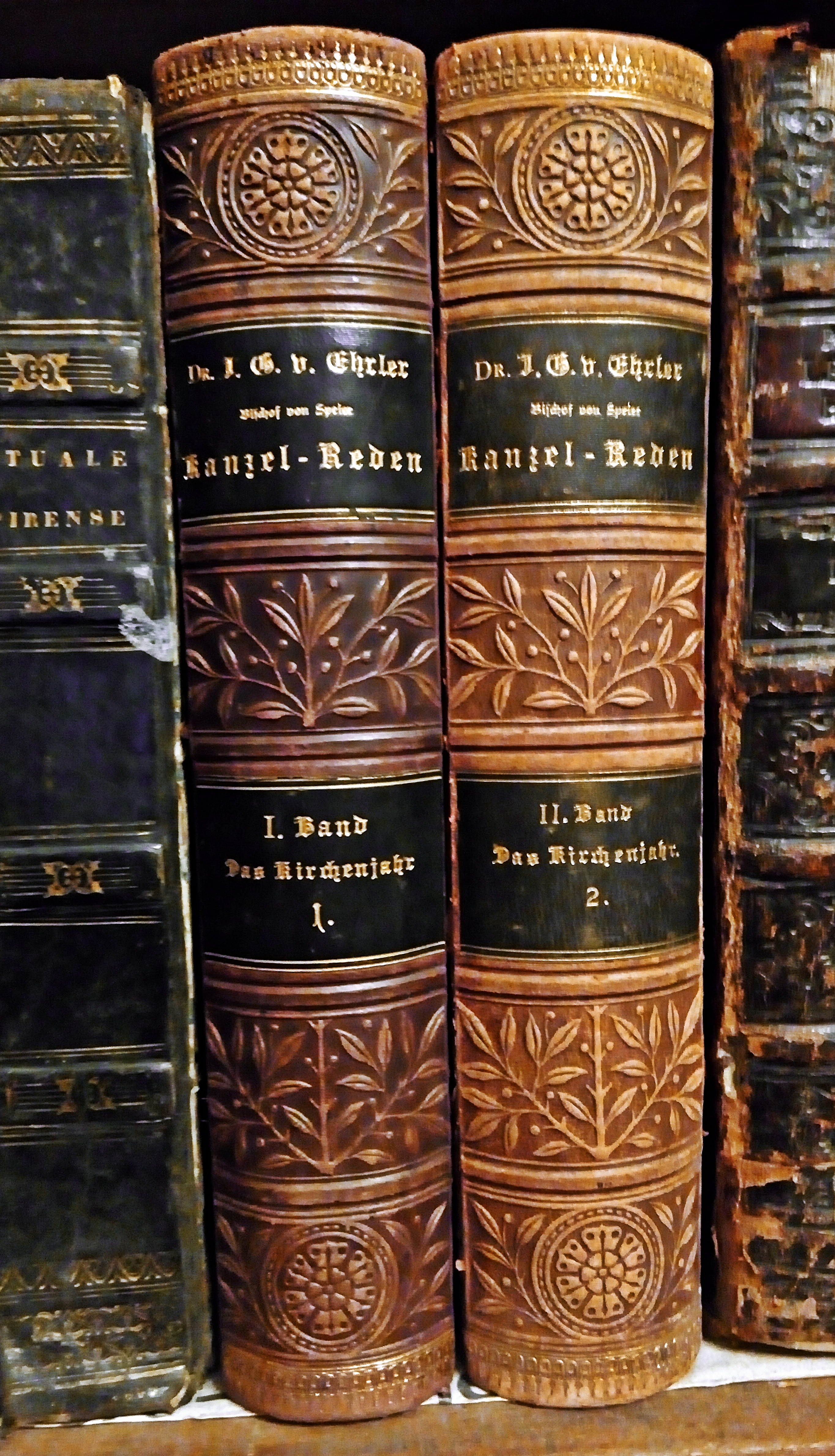
Joseph Georg von Ehrler, Kanzelreden, 1904

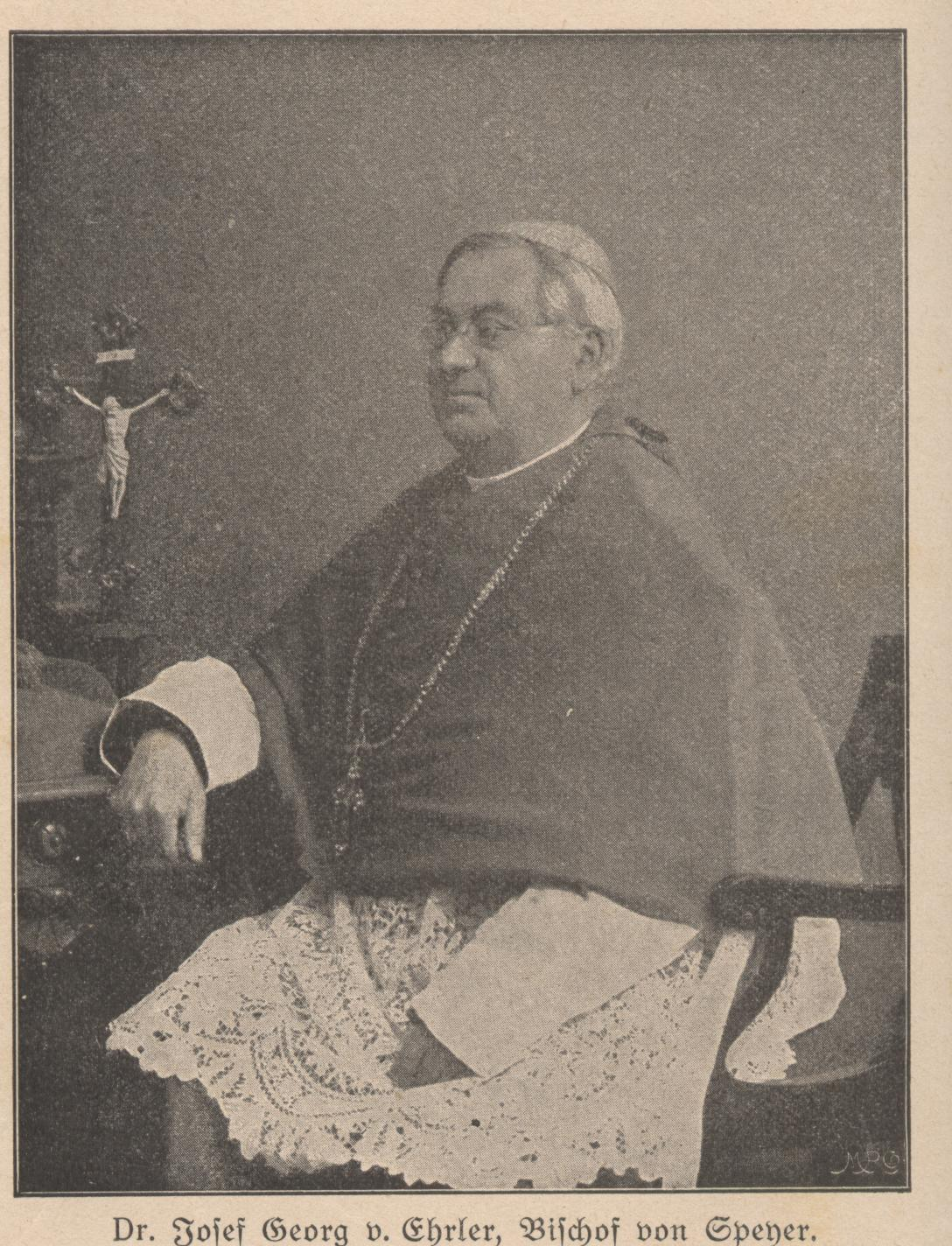
Bischof Joseph Georg von Ehrler, um 1900

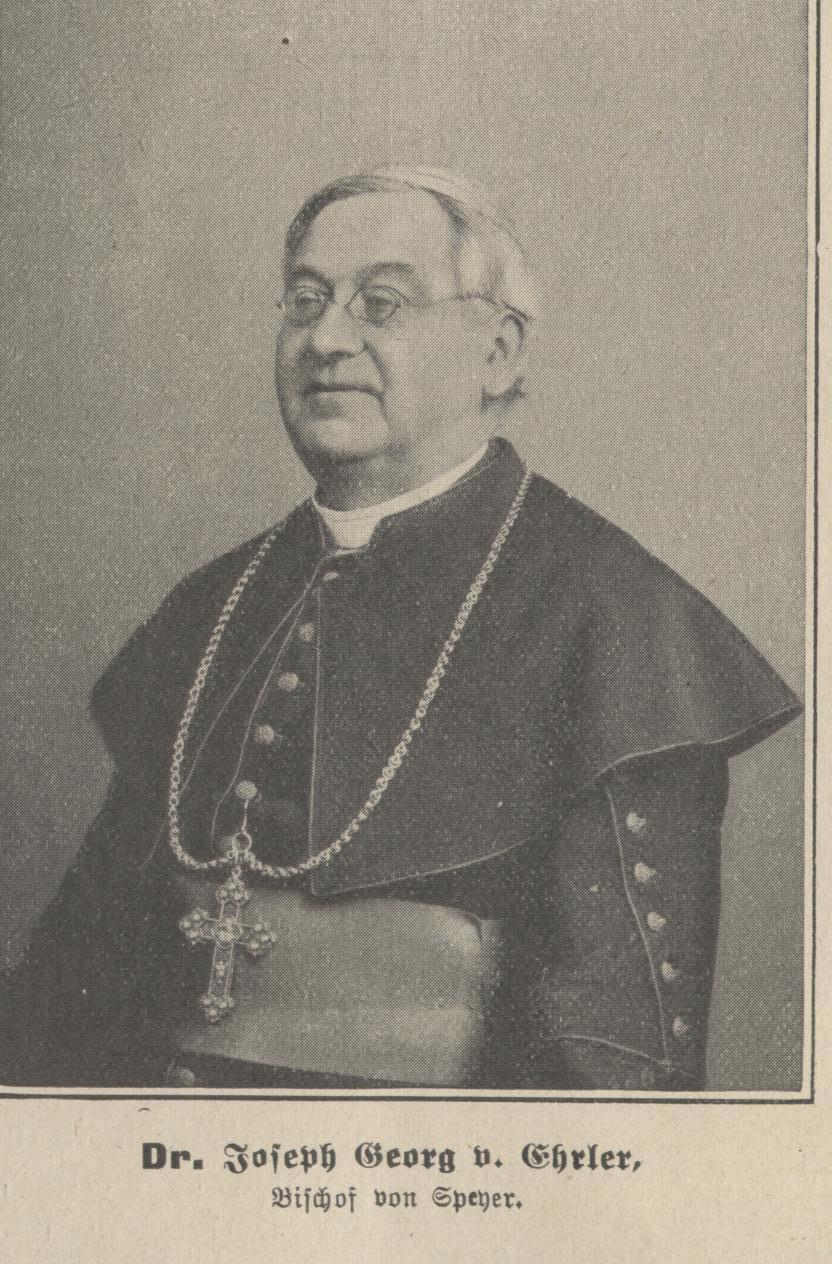
Joseph Georg von Ehrler, 1903, Beilage zur Augsburger Postzeitung

1867 berief ihn der Bayernkönig Maximilian II. als Domprediger nach München. Zu seinen eifrigsten Zuhörern gehörte dort die zum Katholizismus konvertierte Königinmutter Marie. Am 14. September 1870 predigte Ehrler in München anlässlich der dortigen Weihe des Speyerer Bischofs Konrad Reither, in Anwesenheit der Konsekratoren Gregor von Scherr, Franz Leopold von Leonrod und Ignatius von Senestrey, zum Thema: „Was ist der Bischof in der katholischen Kirche?“ Nur acht Jahre später sollte er Reithers Nachfolger werden. Seine in München gehaltenen Predigten veröffentlichte Ehrler 1872 bis 1878 unter dem Sammeltitel Das Kirchenjahr in sieben Bänden. Bischof Paul Wilhelm von Keppler von Rottenburg, selbst ein bekannter Kanzelredner, nannte dieses Werk „geradezu klassisch“ und einen „Höhepunkt in der Entwicklung unserer Predigt“. Auch außerhalb der katholischen Kirche fand das Monumentalwerk, das zahlreiche Auflagen erlebte, Lob und freundliche Beachtung.

### Bischof von Speyer
Am 9. Juni 1878 wurde Joseph Georg Ehrler von König Ludwig II. (Bayern) zum Bischof von Speyer ernannt und dort am 6. Oktober 1878 durch den Bamberger Erzbischof Friedrich von Schreiber geweiht; als Mitkonsekratoren fungierten die Bischöfe Lothar von Kübel aus dem Nachbarbistum Freiburg sowie Franz Leopold von Leonrod von Eichstätt. Die Königinmutter und Prinzessin Gisela stifteten Bischofskelch und -ring. 1879 erfolgte die Verleihung des Verdienstordens der Bayerischen Krone, verbunden mit dem persönlichen Adelsstand und der Ernennung zum Reichsrat der Krone Bayerns auf Lebenszeit. Überdies war Bischof Ehrler Ritter II. Klasse mit Stern des Verdienstordens vom Hl. Michael und Großkreuz des österreichischen Franz-Joseph-Ordens. Zum 25. Bischofsjubiläum erhielt er den Ehrentitel eines Päpstlichen Thronassistenten und Römischen Grafen.
Der Oberhirte ließ 1882 unter dem Titel Salve Regina ein neues Speyerer Diözesangesangbuch herausgeben, das unter diesem Namen (mit zeitbedingten Veränderungen) bis 1975 in Gebrauch war und vom Einheitsgesangbuch Gotteslob abgelöst wurde. Als Bischof förderte er unter anderem die Gründung des Kapuzinerklosters zu St. Ingbert, den Ausbau der Wallfahrtsstätte Maria Rosenberg und des Paulusstifts in Herxheim bei Landau/Pfalz, sowie den Bau einer katholischen Kirche in Breitenbach (Pfalz). In seiner Amtszeit hat man im Jahre 1900 die Kaisergräber im Speyerer Dom geöffnet und archäologisch untersucht.
Bischof Ehrler reiste insgesamt drei Mal nach Rom. Zwei Mal, nämlich 1881 und 1894, empfing ihn dort Papst Leo XIII. Letztmals fuhr der Speyerer Oberhirte im Oktober 1903 in Begleitung seines Sekretärs Jakob Baumann in den Vatikan. Beide wurden dabei vom neuen Papst Pius X. sehr freundlich empfangen.
1904 machten sich beim Bischof erste Anzeichen von Krankheit bemerkbar. Ab November des Jahres konnte er kaum noch das Zimmer verlassen, seine Geisteskräfte ließen stark nach und manchmal fand er nicht die Worte, die er aussprechen wollte, bzw. er konnte sie nicht mehr in längere Sätze fassen. Der Arzt diagnostizierte eine altersbedingte Arterienverkalkung. Im Januar 1905 erlitt er eine Hirnblutung, die einige Wochen später zum Tode führte. Er wurde in der Kathedrale beigesetzt. Zu den Trauerfeierlichkeiten erschienen in Speyer die Bischöfe Georg Heinrich Maria Kirstein aus Mainz, Willibrord Benzler von Metz, Ferdinand von Schlör aus Würzburg, sowie Anton von Henle, Passau.

## Grabstätte und Nachruhm
Die Grabinschrift im Dom zu Speyer lautete (die alten Grabplatten wurden 1961 entfernt):

„Omnia uni. Josephus Georgus de Ehrler epps spiren nat. VIII. Apriliis MDCCCXXXIII. declaratio sermonum tuorum illuminat: et intellectum dat parvulis. Ps. CXVIII. R.i.p.“

„Alles dem Einen. Joseph Georg von Ehrler, Bischof von Speyer geboren am 8. April 1833, gestorben am 18. März 1905. ‚Die Erklärung deiner Reden erleuchtet und gibt den Kleinen Verstand.‘ Ps. 118. Er ruhe in Frieden.“

Ein Gedenkartikel, zu seinem 50. Todestag, 1955, in der Speyerer Diözesanzeitung Der Pilger konstatiert: „Als Prediger und Verfasser von homiletischen Meisterwerken nimmt Ehrler auch heute noch einen geachteten Platz unter den Geistesmännern der katholischen Kirche in Deutschland ein.“
In der Tat liegen die Verdienste des Bischofs eindeutig auf der spirituellen Ebene der Glaubensverkündigung und -festigung, während hingegen in der langen Zeit seines in die sogenannte „Gründerzeit“ fallenden Pontifikats z. B. nicht eine einzige neue Pfarrei im Bistum gegründet wurde. Bischof Ehrler war von großer persönlicher Frömmigkeit, tiefem Glauben, aber nach außen hin nicht kämpferisch und eher zurückhaltend. Seinem Freund Bischof Franz Joseph von Stein schrieb er einmal, dass die kirchenpolitischen Verhältnisse Bayerns sehr im Argen lägen, doch sei seiner Ansicht nach mit „Geduld, Umsicht und Vorsicht“ mehr zu erreichen als durch „Schärfe“. Diese Haltung war typisch für Ehrler. Im Fränkischen Volksblatt zu Würzburg erschien seinerzeit über ihn ein kritischer Artikel, der diesen Wesenzug aufgriff und über den sich der Bischof sehr ärgerte, da er vermutlich aus einem Kreis von Speyerer Diözesanpriestern lanciert war. Dort hieß es über sein Pontifikat u. a., es beginne: „eine verfängliche Ruhe sich über die katholische Pfalz zu lagern, ein Einschläfern der katholischen Gewissen und ein Friede des Kirchhofes, der alles katholische Leben ersticken muß.“

## Werke
- Das Kirchenjahr. Eine Reihe von Predigten über die vorzüglichsten Glaubenswahrheiten und Sittenlehren, gehalten in der Metropolitankirche zu Unserer Lieben Frau in München von Dr.Joseph Georg von Ehrler. 7 Bände, Herder, Freiburg.